# Blé Norin 10
Le blé 'Norin 10' (小麦農林10号) est une variété cultivée (cultivar) semi-naine de blé tendre (Triticum aestivum L.) à très gros épis, qui a été sélectionnée dans les années 1930 par Gonjiro Inazuka à la station expérimentale agricole d'Iwate, Japon.
Les allèles de nanisme du blé 'Norin 10' étaient présents dès 1993 dans plus de la moitié des variétés mondiale de blé tendre. En conférant aux blés à paille courte une bonne résistance à la verse, ils ont permis une augmentation sensible des rendements. C'est grâce à des variétés semi-naines plus productives dérivées de 'Norin 10' que l'Inde qui fut longtemps déficitaire en blé est devenue un exportateur net.
Le terme « Norin » est un acronyme composé de la première lettre, en caractères latins, de chaque mot de l'expression japonaise désignant la station d'expérimentation agricole d'Iwate.  

## Caractéristiques
La stature semi-naine du cultivar 'Norin 10' est contrôlée par les gènes du nanisme Rht1 (Rht-B1b) et Rht2 (Rht-D1b). Ces gènes diminuent la sensibilité des tissus reproducteurs et somatiques à la gibbérelline endogène, ce qui entraîne une diminution de la longueur des entre-nœuds et donc des tiges. Ils réduisent la hauteur des plantes et leur confèrent une résistance élevée à la verse. Cela améliore la réponse des plantes à la fertilisation azotée, contribuant ainsi à l'amélioration du rendement. 
Les gènes Rht ont été largement utilisés au cours des 60 dernières années pour développer des variétés de blé à haut rendement.
Leur nom, « Rht », est un acronyme de l'expression anglaise « reduced height genes ». 
Le biologiste Salomon a fait parvenir des semences de ce blé à Orville Vogel (en) aux États-Unis. C'est cette variété que Norman Borlaug et ses collaborateurs croisèrent avec des variétés traditionnelles mexicaines. Ils obtinrent les variétés à haut rendement qui furent testées en Inde (notamment 'Lerma Rojo 64' et 'Sonora 64').
Le blé Norin 10 a aidé les pays en développement comme l'Inde et le Pakistan à augmenter la productivité de leurs cultures de blé d'environ 60 % pendant la révolution verte.

## Origine génétique
L'ascendance génétique du 'Norin 10' remonte à une variété indigène japonaise à paille courte appelée 'Daruma'. Celle-ci a été croisée successivement avec deux variétés traditionnelles américaines, d'abord en 1917 avec 'Glassy Fulz' (blé tendre dérivé de la variété 'Fulz' importée au Japon en 1892), puis l'hybride obtenu a été croisé en 1924 avec 'Turkey Red' (blé dur d'origine ukrainienne).
| 'Glassy Fultz' variété importée en 1892 États-Unis | 'Glassy Fultz' variété importée en 1892 États-Unis | 'Glassy Fultz' variété importée en 1892 États-Unis | 'Glassy Fultz' variété importée en 1892 États-Unis | 'Glassy Fultz' variété importée en 1892 États-Unis  | 'Glassy Fultz' variété importée en 1892 États-Unis  |                                                     |                                                     | 'Daruma' variété indigène à paille courte Japon     | 'Daruma' variété indigène à paille courte Japon     | 'Daruma' variété indigène à paille courte Japon | 'Daruma' variété indigène à paille courte Japon | 'Daruma' variété indigène à paille courte Japon | 'Daruma' variété indigène à paille courte Japon |                                             |  | {{{ }}} | {{{ }}} | {{{ }}} | {{{ }}} | {{{ }}} | {{{ }}} |  |  |                                                |                                                |                                                |                                                |                                                |                                                |  |  |  |  |  |  |  |  |  |  |  |  |  |  |  |  |  |  |
| 'Glassy Fultz' variété importée en 1892 États-Unis | 'Glassy Fultz' variété importée en 1892 États-Unis | 'Glassy Fultz' variété importée en 1892 États-Unis | 'Glassy Fultz' variété importée en 1892 États-Unis | 'Glassy Fultz' variété importée en 1892 États-Unis  | 'Glassy Fultz' variété importée en 1892 États-Unis  |                                                     |                                                     | 'Daruma' variété indigène à paille courte Japon     | 'Daruma' variété indigène à paille courte Japon     | 'Daruma' variété indigène à paille courte Japon | 'Daruma' variété indigène à paille courte Japon | 'Daruma' variété indigène à paille courte Japon | 'Daruma' variété indigène à paille courte Japon |                                             |  | {{{ }}} | {{{ }}} | {{{ }}} | {{{ }}} | {{{ }}} | {{{ }}} |  |  |                                                |                                                |                                                |                                                |                                                |                                                |  |  |  |  |  |  |  |  |  |  |  |  |  |  |  |  |  |  |
|                                                    |                                                    |                                                    |                                                    |                                                     |                                                     |                                                     |                                                     |                                                     |                                                     |                                                 |                                                 |                                                 |                                                 |                                             |  |         |         |         |         |         |         |  |  |                                                |                                                |                                                |                                                |                                                |                                                |  |  |  |  |  |  |  |  |  |  |  |  |  |  |  |  |  |  |
|                                                    |                                                    |                                                    |                                                    | 'Fultz' x 'Daruma' croisement réalisé en 1917 Japon | 'Fultz' x 'Daruma' croisement réalisé en 1917 Japon | 'Fultz' x 'Daruma' croisement réalisé en 1917 Japon | 'Fultz' x 'Daruma' croisement réalisé en 1917 Japon | 'Fultz' x 'Daruma' croisement réalisé en 1917 Japon | 'Fultz' x 'Daruma' croisement réalisé en 1917 Japon |                                                 |                                                 |                                                 |                                                 |                                             |  |         |         |         |         |         |         |  |  | 'Turkey Red' variété traditionnelle États-Unis | 'Turkey Red' variété traditionnelle États-Unis | 'Turkey Red' variété traditionnelle États-Unis | 'Turkey Red' variété traditionnelle États-Unis | 'Turkey Red' variété traditionnelle États-Unis | 'Turkey Red' variété traditionnelle États-Unis |  |  |  |  |  |  |  |  |  |  |  |  |  |  |  |  |  |  |
|                                                    |                                                    |                                                    |                                                    | 'Fultz' x 'Daruma' croisement réalisé en 1917 Japon | 'Fultz' x 'Daruma' croisement réalisé en 1917 Japon | 'Fultz' x 'Daruma' croisement réalisé en 1917 Japon | 'Fultz' x 'Daruma' croisement réalisé en 1917 Japon | 'Fultz' x 'Daruma' croisement réalisé en 1917 Japon | 'Fultz' x 'Daruma' croisement réalisé en 1917 Japon |                                                 |                                                 |                                                 |                                                 |                                             |  |         |         |         |         |         |         |  |  | 'Turkey Red' variété traditionnelle États-Unis | 'Turkey Red' variété traditionnelle États-Unis | 'Turkey Red' variété traditionnelle États-Unis | 'Turkey Red' variété traditionnelle États-Unis | 'Turkey Red' variété traditionnelle États-Unis | 'Turkey Red' variété traditionnelle États-Unis |  |  |  |  |  |  |  |  |  |  |  |  |  |  |  |  |  |  |
|                                                    |                                                    |                                                    |                                                    |                                                     |                                                     |                                                     |                                                     |                                                     |                                                     |                                                 |                                                 |                                                 |                                                 |                                             |  |         |         |         |         |         |         |  |  |                                                |                                                |                                                |                                                |                                                |                                                |  |  |  |  |  |  |  |  |  |  |  |  |  |  |  |  |  |  |
|                                                    |                                                    |                                                    |                                                    |                                                     |                                                     |                                                     |                                                     |                                                     |                                                     |                                                 |                                                 |                                                 |                                                 | 'Norin 10' croisement réalisé en 1925 Japon |  |         |         |         |         |         |         |  |  |                                                |                                                |                                                |                                                |                                                |                                                |  |  |  |  |  |  |  |  |  |  |  |  |  |  |  |  |  |  |

## Histoire
'Norin 10' est issu d'un croisement artificiel entre deux variétés, 'Turkey Red' x 'Fultz -Daruma', réalisé au Japon dans la station expérimentale agricole du ministère de l'Agriculture et du Commerce à Kōnosu en 1925. Des semences de la génération F4, ont été attribuées à la station expérimentale agricole de la préfecture d'Iwate. Là, après diverses opérations de sélection et de purification sous la direction de Gonjiro Inazuka, responsable du programme de sélection des blés de 1930 à 1935, on a obtenu une souche, dénommée 'Norin 10', enregistrée en octobre 1935. À l'époque, la sélection visait à obtenir par croisements des variétés résistantes à la rouille, naines et précoces. Cet objectif a été presque atteint par l'obtention de 'Norin 10', cultivar remarquablement nain mais un peu tardif en maturité.
A cette époque, la sélection a porté sur deux lignées sœurs, issues du même croisement, à tiges courtes ou longues, nommées respectivement 'Norin 10' et 'Norin 14', et enregistrées en même temps. Les chercheurs supposaient que l'expression du nanisme récessif de ces lignées résultait de combinaisons de 3 gènes et ont tenté de déterminer la longueur de tige correspondant à chacune des combinaisons.
Samuel Cecil Salmon, spécialiste de la sélection du blé au Département de l'Agriculture des États-Unis (USDA), a visité,  après le Seconde Guerre mondiale, la station de recherche agricole de Marioka à Honshū (Japon) en tant que conseiller de l'armée d'occupation. Il a rapporté aux États-Unis, des échantillons de blé parmi lesquels figurait le 'Norin 10' qu'il adressa pour expérimentation au projet conjoint USDA/Washington State University à Pullman (Washington). En 1952, Orville Alvin Vogel, agronome de l'USDA à l'université d'État de Washington à Pullman, a croisé 'Norin 10' avec 'Brevor', variété populaire à l'époque dans l'État de Washington, et obtint entre autres une nouvelle variété appelée 'Gaines'. Celle-ci, qui permettait des rendements supérieurs à 130 hl/ha, a dominé la production de blé tendre dans la région pacifique Nord-Ouest à la fin des années 1960.
Par la suite, la variété 'Norin 10' et ses dérivés ont été transférés au Centre international d'amélioration du maïs et du blé (CIMMYT) au Mexique. Au CIMMYT, Norman Borlaug, agronome américain, mandaté en 1959 par la Fondation Rockefeller, œuvrait pour la sélection de variétés de blé pour les milieux tropicaux. Il obtint en 1968 de nouvelles variétés de blé naines, dérivées de 'Norin 10' et de variétés traditionnelles mexicaines, notamment 'Lerma Rojo 64' et 'Sonora 64'. Ces variétés, porteuses de gènes du nanisme Rht (principalement Rht1 et Rht2) et insensibles à la photopériode, ont permis de tripler le rendement de cette céréale au Mexique. Norman Borlaug fut récompensé par le prix Nobel de la paix en 1970.
Le CIMMYT a ensuite introduit en Inde des semences de plusieurs variétés, dont 'Sonara 63', 'Sonara 64', 'Mayo 64' et 'Lerma Rojo 64' ainsi que 613 lignées de ségrégation, qui ont permis la sélection et la commercialisation de cinq variétés commerciales semi-naines ('PV 18', 'Kalyan Sona', 'Sonalika', 'Choti Lerma' et 'Safed Lerma'). Grâce à ces variétés à haut rendement, qui ont conduit à la Révolution verte en Inde, la production de blé dans ce pays est passée de 11 à 94 Mt entre 1961 et 2016.  